# Christiane Stoll-Wartenberg
Christiane Stoll-Wartenberg (Alemania, 27 de octubre de 1956) es una atleta alemana retirada, especializada en la prueba de 1500 m en la que, compitiendo con la República Democrática Alemana, llegó a ser campeona olímpica en 1980.

## Carrera deportiva
En los JJ. OO. de Moscú 1980 ganó la medalla de plata en los 1500 metros, con un tiempo de 3:57.71 segundos, quedando tras la soviética Tatyana Kazankina y por delante de otra soviética Nadezhda Olizarenko.